# Otto Železný
Otto Železný (* 19. září 1952, Brno) je bývalý český hokejový obránce. Spolehlivý defenzivní obránce, rychlý bruslař hrající dobře pozičně.

## Hokejová kariéra
V československé lize hrál za TJ ZKL/Zetor Brno. Odehrál 12 ligových sezón, nastoupil ve 484 ligových utkáních, dal 27 ligových gólů a měl 49 ligových asistencí. V nižších soutěžích hrál za VTJ Dukla Hodonín. Kariéru končil v bývalé Jugoslávii v týmu Partizan Bělehrad.

## Klubové statistiky
| Sezona    | Klub              | Soutěž  | Základní část | Základní část | Základní část | Základní část | Základní část |
| Sezona    | Klub              | Soutěž  | Z             | G             | A             | B             | TM            |
| --------- | ----------------- | ------- | ------------- | ------------- | ------------- | ------------- | ------------- |
| 1971/1972 | VTJ Dukla Hodonín | 2. liga | 35            | 2             | 6             | 8             | 24            |
| 1972/1973 | VTJ Dukla Hodonín | 2. liga | 26            | 2             | 3             | 5             | 22            |
| 1973/1974 | TJ ZKL Brno       | 1. liga | 41            | 2             | 2             | 4             | 26            |
| 1974/1975 | TJ ZKL Brno       | 1. liga | 41            | 1             | 5             | 6             | 20            |
| 1975/1976 | TJ ZKL Brno       | 1. liga | 31            | 1             | 1             | 2             | 14            |
| 1976/1977 | TJ Zetor Brno     | 1. liga | 43            | 2             | 1             | 3             | 22            |
| 1977/1978 | TJ Zetor Brno     | 1. liga | 35            | 0             | 2             | 2             | 16            |
| 1978/1979 | TJ Zetor Brno     | 1. liga | 44            | 3             | 3             | 6             | 20            |
| 1979/1980 | TJ Zetor Brno     | 1. liga | 42            | 4             | 2             | 6             | 20            |
| 1980/1981 | TJ Zetor Brno     | 2. liga | 39            | 3             | 2             | 5             | 16            |
| 1981/1982 | TJ Zetor Brno     | 1. liga | 36            | 2             | 5             | 7             | 16            |
| 1982/1983 | TJ Zetor Brno     | 1. liga | 44            | 7             | 12            | 19            | 28            |
| 1983/1984 | TJ Zetor Brno     | 1. liga | 42            | 2             | 4             | 6             | 16            |
| 1984/1985 | TJ Zetor Brno     | 1. liga | 44            | 3             | 3             | 6             | 16            |
| 1985/1986 | TJ Zetor Brno     | 1. liga | 41            | 0             | 9             | 9             | -             |